# Forêts équatoriales côtières de l'Atlantique
Localisation
Les forêts équatoriales côtières de l'Atlantique forment une écorégion définie par le fonds mondial pour la Nature (WWF) qui couvre une zone de près de 190 000 km2 s'étendant sur 6 pays : Cameroun, Guinée équatoriale (Région continentale), Gabon, République du Congo, Angola (Cabinda) et République démocratique du Congo. Elle appartient à l'écozone afrotropicale et au biome des forêts décidues humides tropicales et subtropicales.

## Faune
Les forêts équatoriales côtières de l'Atlantique sont reconnues pour leur importante biodiversité : on y trouve des espèces comme le buffle d'Afrique, le Gorille de l'Ouest, le Chimpanzé, l'Éléphant de forêt d'Afrique, le Colobus satanas ou le Mandrillus sphinx.